# Massif d'Arbas
Pour les articles homonymes, voir Arbas.
Le massif d'Arbas ou massif de Paloumère est un massif de montagnes situé dans les Pyrénées françaises dans les départements de la Haute-Garonne et de l'Ariège en région Occitanie.
C'est un massif de moyenne montagne, il culmine au pic de l'Aube, ou pic de Paloumère, à 1 608 m d'altitude.

## Géographie

### Situation et topographie

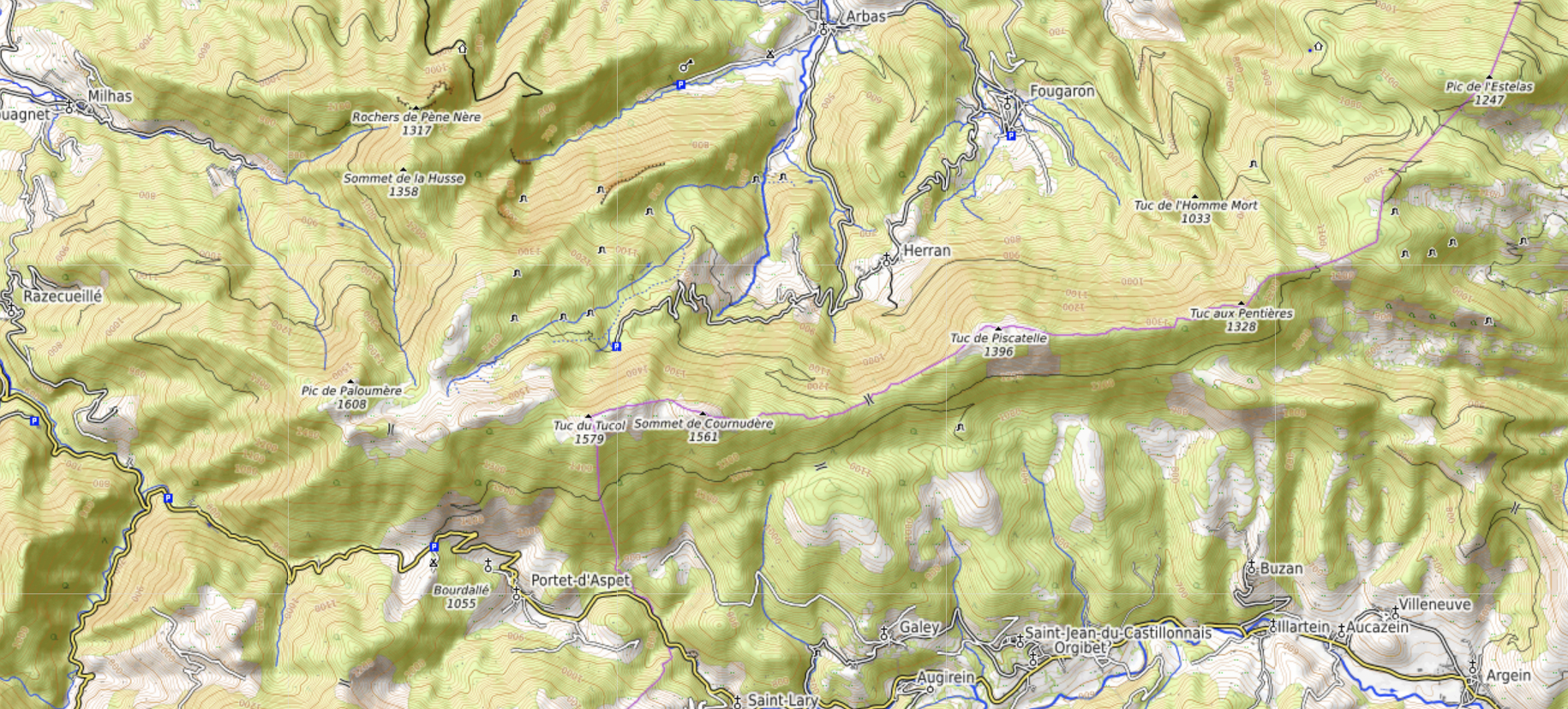
Carte topographique.

C'est un massif du piémont des Pyrénées centrales situé entre la Garonne et le Salat. Environ cinq sixièmes de la surface sont dans la Haute-Garonne et un sixième dans l'Ariège.
Son point culminant est le pic de Paloumère à 1 608 m d'altitude.
Le massif s'étend sur les communes d'Arbas, Fougaron, Herran, Portet-d'Aspet, Milhas, Razecueillé.

### Hydrographie
Le massif est la source de l'Arbas.

### Géologie
Le massif abrite le réseau Félix Trombe et le gouffre de la Henne Morte. Le massif calcaire est criblé de cavités souterraines qui en font un terrain d'élection pour les spéléologues dont Pierre Chevalier. En 1931, Norbert Casteret a découvert les grottes de Juzet-d'Izaut qui se développent sur plusieurs kilomètres et en plusieurs étages sous le plateau de Juzet.

## Protection environnementale
Depuis 2009, le massif est un site inscrit et répertorié en ZNIEFF de type 1.